# Lawrence Sampofu
Lawrence Alufea Sampofu (* 10. August 1955 in Mbabanzi, Südwestafrika) ist ein namibischer Politiker der SWAPO und Gouverneur der Region Sambesi.
2010 übernahm er das Amt des Regionalgouverneurs der damaligen Region Caprivi.
Sampofu kämpfte aktiv in der People’s Liberation Army of Namibia (PLAN) im Rahmen des namibischen Befreiungskampfes. Er wurde hierfür in Sambia und Tansania ausgebildet. Nach der Unabhängigkeit Namibias 1990 wurde er militärischer Leiter in der Region Caprivi. Er stieg bis zur Position des Oberst in der Namibian Defence Force auf. Als solcher diente er auch in den UNO-Missionen MINURCAT (im Tschad) und UNMEE (in Eritrea).